# Leucophenga ranohira
Leucophenga ranohira är en tvåvingeart som beskrevs av Bachli, Vilela och Mcevey 2005. Leucophenga ranohira ingår i släktet Leucophenga och familjen daggflugor.
Artens utbredningsområde är Madagaskar. Inga underarter finns listade i Catalogue of Life.